# Elvis Gregory
Elvis Gregory Gil (Havanna, 1971. május 18. –) világbajnok, olimpiai ezüstérmes kubai tőrvívó.